# بلدة هاملين (مقاطعة إيتون)
هاملين، مقاطعة إيتون (بالإنجليزية: Hamlin Township, Eaton County, Michigan)‏ هي بلدة تقع بولاية ميشيغان في الولايات المتحدة. تبلغ مساحتها 89.2 (كم²)، وترتفع عن سطح البحر 283 م، بلغ عدد سكانها 2953 نسمة في عام تعداد الولايات المتحدة 2000 حسب إحصاء مكتب تعداد الولايات المتحدة وتصل الكثافة السكانية فيها 33.2 نسمة/كم2.

## وصلات خارجية
- The US50 - Cities and Towns in Michigan State
- Michigan Cities and Towns, Facts, Map, Flag, Colleges, Government, and More